# Namorinho de Portão
Namorinho de Portão é uma música composta por Tom Zé, em 1968, sendo o primeiro single de trabalho do álbum Grande Liquidação.

## Regravações
- A canção foi regravada por Gal Costa, em 1969[3].

- A canção fez grande sucesso em 2000, com a banda teen Penélope. Esta versão foi incluída na trilha-sonora do seriado Malhação, em 2000[4]

## Álbuns
| Ano  | Cantor/Grupo  | Álbum                        |
| ---- | ------------- | ---------------------------- |
| 1968 | Tom Zé        | Grande Liquidação            |
| 1969 | Gal Costa     | Gal Costa                    |
| 1999 | Penélope      | Mi Casa, Su Casa             |
| 2000 | Penélope      | Trilha Sonora: Malhação 2000 |
| 2010 | Érika Martins | Curriculum                   |

## Prêmios e indicações
| Ano  | Prêmio                 | Versão   | Categoria                       | Resultado | Ref.  |
| ---- | ---------------------- | -------- | ------------------------------- | --------- | ----- |
| 2000 | MTV Video Music Brasil | Penélope | Videoclipe de Artista Revelação | Indicado  | [ 5 ] |
| 2000 | MTV Video Music Brasil | Penélope | Direção de Arte em Videoclipe   | Indicado  | [ 5 ] |